# 清水牧子
清水 牧子（しみず まきこ、5月3日 - ）は、日本の声優、女優。東京都出身。アールグルッペ所属。以前は同人舎プロダクションに所属していた。

## 出演作品

### テレビ
- 明日のとしま （豊島ケーブルネットワーク、レポーター）
- 特番デジタル放送スタートスペシャル! （キャスター）
- 首都圏ネットワーク （NHK、レポーター）
- 行列のできる法律相談所 （日本テレビ系、再現ドラマ）
- 花王健康エコナ （CM）

### 吹き替え
- L.A.大捜査線
- タイタンズ
- スケアクロウ （ステファニー）

### ナレーション
- あなたのそばのお店 （墨田区さくらケーブルテレビ）

### 舞台
- 赤毛のアン （ルビー）
- 金蘭 子の帯しめながら （花嫁）